# Convair 240
Pour les articles homonymes, voir T-29.
Dimensions
Le Convair 240 est un avion de transport commercial moyen-courrier américain produit en série entre 1947 et 1956. Il est l'un des premiers appareils conçus après la Seconde Guerre mondiale à prétendre à la succession du Douglas DC-3, mais n’y parvint pas plus que ses concurrents. Il connut pourtant, avec ses dérivés, un succès remarquable et une longévité exceptionnelle après remotorisation.

## Convair 110
À la fin de la Seconde Guerre mondiale le DC-3, disponible en grand nombre, constitua la base du redémarrage de l’aviation commerciale mais avec ses 21 passagers et ses 275 km/h il paraissait déjà quelque peu dépassé. La technique aéronautique avait en effet largement profité de la guerre et certaines compagnies américaines demandaient plus pour leur clientèle. Convair fut probablement le premier constructeur américain à s’intéresser au problème. Le 8 juillet 1946 Art Bussy et Russell Rogers faisaient décoller pour la première fois à San Diego le prototype [NX90653] d’un bimoteur de 30 places à train tricycle escamotable, entrainé par des moteurs Pratt & Whitney R-2800-2SC13 Wasp développant entre 1 850 et 2 000 ch. Ce monoplan à aile basse cantilever, non pressurisé, de construction entièrement métallique, était capable de croiser à 420 km/h sur 1 370 km avec une charge utile de 6 750 kg, mais ne pouvait satisfaire American Airlines, associée à son développement.
En effet, 40 passagers et 450 km/h allaient rapidement devenir les standards recherchés pour la première génération d’après-guerre des moyens-courriers commerciaux. Certes le DC-4 répondait à la demande, mais un bimoteur offrant les mêmes performances assurerait aux compagnies aériennes de substantielles économies. Les ingénieurs de San Diego se remirent donc rapidement au travail, le prototype Convair 110 étant utilisé comme appareil de développement Il fut finalement envoyé à la ferraille en 1947.

## Convair 240 Convair Liner
American Airlines, qui estimait le Convair 110 insuffisant, établit un cahier des charges pour un appareil capable de transporter 40 passagers à 450 km/h, un standard qui allait rapidement devenir celui de la première génération des moyens-courriers commerciaux de l’après-guerre.
Les développeurs produisirent un appareil très moderne : pressurisé, équipé d’hélices à pas réversible, le nouveau bimoteur se caractérisait par une innovation : les gaz d’échappement des moteurs Pratt & Whitney Wasp R-2800 étaient mélangés à l’air refroidissant les 18 cylindres en double étoile puis expulsés juste en arrière du bord de fuite, dans l’axe de la nacelle. On obtenait ainsi un effet propulsif permettant de gagner 15 km/h en croisière. Le modèle le plus utilisé fut le R-2800-CA18 développant 2 100 ch à 2 800 tr/min au décollage, ou, en cas de besoin, 2 400 ch par injection d’eau.
Désigné CV-240 pour Consolidated-Vultee, second appareil civil du bureau d’études et capable de transporter 40 passagers, le prototype, immatriculé NX90849, effectua son premier vol le 16 mars 1947 à San Diego.
Impliquée dans le développement de l’appareil, American Airlines passa commande de 100 exemplaires, ce qui en fit le plus gros client de ce modèle, même si la commande fut par la suite ramenée à 75 (79 livrés au total). American Airlines mit en service le CV-240 dès le 1er juin 1948.
Cet appareil connut un certain succès sur les lignes à faible densité, 176 exemplaires civils étant livrés. Un succès dû à la motorisation, le Wasp étant considéré comme un des meilleurs moteurs en étoile jamais construits, mais aussi à une politique commerciale innovante. Convair offrait 4 combinaisons de portes et d’aménagements intérieurs et livrait des appareils finis selon les besoins des clients, ce qui n’était pas habituel à l’époque. Continental Airlines acheta 5 appareils, Northeast Airlines (en) 6, Pan American 20 et Western 10. Convair créa même en 1948 Air Fleets, filiale chargée d’assurer la location-vente des CV-240, dont 16 exemplaires furent commandés. Mais le montage financier envisagé se révéla inapproprié. Air Fleets disparut donc en 1950, le seul appareil livré étant revendu à American Airlines. Les 15 autres appareils furent cédés à Northeast Airlines (en) (1), American Airlines (3), Ford Motor Company (1), Ethiopian Airlines (2) et Garuda Indonesian (8).
Le CV-240 fut le premier avion privé utilisé pour la campagne électorale d'un futur Président des États-Unis. En 1960 John F. Kennedy utilisa en effet un appareil immatriculé N240K (c/n 89 ex American Airlines N94245) et baptisé Caroline (le prénom de sa fille) pour ses déplacements électoraux. Cet appareil est aujourd'hui conservé au National Air and Space Museum.
Alors qu’en France et au Royaume-Uni, on tentait de réagir avec des productions nationales (SO.30 Bretagne et Airspeed Ambassador), trois clients historiques de Douglas en Europe, KLM, Sabena et Swissair, passèrent à leur tour commande respectivement de 12, 6 et 4 bimoteurs. Et dans le reste du monde la compagnie Trans Australia Airlines fut le premier client non américain du Convair 240, imitée par Aerolineas Argentinas, Garuda Indonesian Airways, Central Air Transport (zh), Orient Airways et Ethiopian Airlines.

### Convair 240-21 Turbo Liner
Dès la fin des années 1940 l’avenir des bruyants moteurs en étoile paraissait compté. En Grande-Bretagne Vickers préparait déjà la sortie du Viscount, seul concurrent sérieux au bimoteur Convair 240. Le prototype de ce dernier fut donc renvoyé en usine après certification pour recevoir à titre expérimental des turbomoteurs à hélice Allison 501-A4 de 2 750 ch à 14 300 tr/min. Rebaptisé Turbo-Liner il prit l’air ainsi modifié le 29 décembre 1950 à San Diego, devenant le premier avion turbopropulsé à prendre l’air aux États-Unis. Piloté par D.P. Germeraad et R.C. Loomis, il avait reçu pour l’occasion une nouvelle immatriculation, NX24501. Avec des moteurs plus légers de 367 kg, au maitre-couple réduit de 80 cm et plus puissants de 15 %, le Turbo-Liner affichait une vitesse de croisière supérieure de 64 km/h avec un niveau de bruit bien inférieur en cabine. Mais la turbine Allison T38 souffrit de nombreux problèmes de mise au point et, après avoir reçu des Allison 501-D5C, cet avion fut par la suite remis au standard avec des moteurs R-2800-CB16. Exploité comme avion-cargo par divers opérateurs, il a finalement été envoyé à la ferraille.

## Dérivés militaires du Convair 240

### Convair T-29
Le principal client du CV-240 fut pourtant l’USAF. En effet l’Air Force était à la recherche d’un appareil permettant d’assurer la formation de ses navigateurs, radio-navigateurs et bombardiers. Après évaluation du CV-240 Convair bénéficia d’un contrat de développement pour deux prototypes avec une option pour 34 machines de série. Ce sont finalement 364 T-29 qui furent livrés sur les années fiscales 1949 à 1953, les derniers exemplaires étant retirés de service en 1981 seulement. Les diverses versions de cet appareil sont détaillées ci-dessous:
- XT-29 : Classe volante répondant à une demande de l’USAF. Modification du Convair 240, dont le fuselage était aménagé pour recevoir simultanément 10 élèves navigateurs et 4 élèves opérateurs radar simultanément. Deux prototypes (serials 49-1910 & 1911, c/n 169 & 179). Le premier prototype fut converti en CT-29A, le second modifié en VT-29A.
- T-29A : Première version de série (CV-240-17), 46 exemplaires non pressurisés (49-1912/1945 et 50-183/194) destinés au remplacement des TB-25J. Le premier T-29 fut livré à l’Air Force le 8 mars 1950. La plupart furent par la suite convertis en VT-29A.
  - CT-29A : Conversion du prototype 49-1910 puis des T-29A 49-1912/1933/1934
  - GT-29A : Conversion du T-29A 49-1935
  - VT-29A : Conversion en appareil de transport de personnel du prototype 49-1911 puis des T-29A 49-1914/1916,1918/1921,1924,1925,1927,1929, 1930,1935,1937,1939,1940,1942/1945 et 50-183,0184,0188,0191,0192.
- T-29B : Version pressurisée (CV-240-27) dont 105 exemplaires furent commandés (serials 51-3797/3816, 51-5114/5172 et 51-7892/7917), dont quelques exemplaires loués à la Navy. L’Air Force, qui fit convertir la plupart de ses T-29B en VT-29B.
  - NT-29B : Conversion du T-29B 51-5132 en banc d’essais en vol.
  - VT-29B : Conversion en appareils de transport de personnel des T-29B 51-3797/3799,3801,3804/3809,3811,

3812,3814/3816, 7892,7894,7897,7899,7901/7903, 7908,7910,7911,7913/7916. Aménagés pour 29 ou 32 passagers, quelques exemplaires furent revendus sur le marché civil.
- T-29C : 119 appareils à moteurs R-2800-29W de 2 500 ch (serials 52-1091/1175 et 53-3461/3494). Certains furent convertis en AT-29C (puis ET-29C en 1962) ou VT-29C. Les derniers T-29C semblent avoir été réformés en mars 1981.
  - AT-29C : Conversion des T-29C 52-1092, 1096, 1098,1105, 1106,1125,1128,1139,1142 en appareils d'étalonnage. Rebaptisés ET-29C en 1962.
  - ET-29C : Redésignation des AT-29C en 1962.
  - VT-29C : Conversion en appareils de transport des T-29C 52-1091,1094,1095,1097,1103,1108,1112, 1113,1121,1123,1128,1130.
- T-29D : 32 appareils destinés à la formation des bombardiers (CV-240-52) et aménagés pour 6 élèves (serials 52-1176/1185, 52-5812/5836, 52-9976/9980 et 53-3495/3546). Un grand nombre seront convertis en VT-29D et 11 modifiés en ET-29D.
  - ET-29D : Onze T-29D (serials 53-3500,3502/3508,3510,3513,3514) modifiés en appareils d'étalonnage des aides à la navigation aérienne pour la FAA.
  - VT-29D : Conversion en appareils de transport des T-29B 51-3810 et 51-5165 puis des T-29D 52-1176,1177,1184, 5816,5818/5819,5821,5827,5829,5836 et 9976/9980 et 53-3495,3496,3499,3515,3516,3518,3519,3521/3525, 3528,3530,3533,3534,3536/3543,3545 & 3546.
- XT-29E : Projet non réalisé d’une version turbopropulsée.
- T-32 : Projet d’une version entraînement au bombardement avec nez vitré qui ne fut jamais réalisée.

### Convair C-131 Samaritan
L’Air Force avait également besoin d’un appareil de transport sanitaire et, dans un louable effort de standardisation, il apparut intéressant de faire appel au Convair Liner, déjà retenu comme classe volante. Le MC-131A Samaritan se distinguait par l’apparition d’une porte cargo situé sur le côté gauche, en arrière de la voilure, facilitant le chargement des civières, la capacité étant de 27 blessés allongés ou 37 assis. Les premiers exemplaires furent livrés en 1954. Contrairement au T-29, qui utilisa uniquement la cellule du CV-240, le Samaritan, qui bénéficia de commandes jusqu’à l‘année fiscale 1957, utilisa les cellules des modèles 240, 340 et 440. Il fait donc l’objet d’un article distinct.

## Remotorisation et reconditionnement

### Convair 300
Après la sortie des Convair 340 et 440 le constructeur de San Diego proposa un kit permettant de modifier le CV-240 à un standard similaire, sans pour autant allonger le fuselage. 5 exemplaires seulement furent ainsi modifiés.

### Convair 600

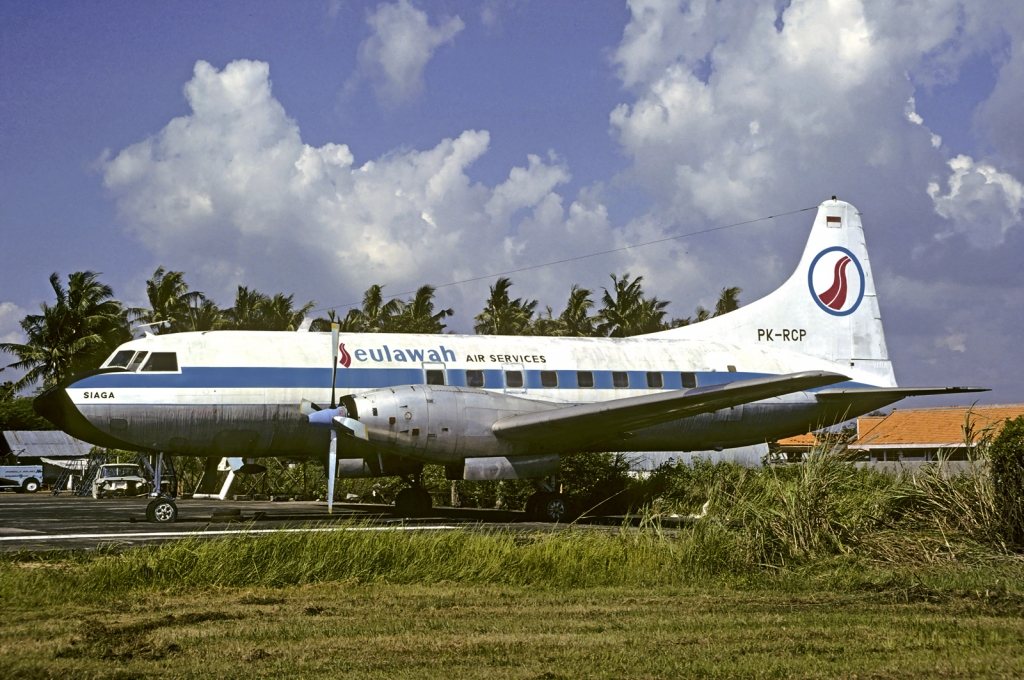
Un Convair CV-600 de la compagnie indonésienne Seulawah Air Services en 1978

Après le rachat de Convair par General Dynamics le bureau d’études de San Diego reprit le dossier du Turbo Liner, mais choisit cette fois de collaborer avec Rolls Royce. Une cellule de CV-240 fut donc équipée avec des turbopropulseurs Dart RDa.10 Mk.542 de 3 050 ch. Immatriculé N94294, le prototype prit l’air le 20 mai 1965 et Central Airlines (en), qui avait passé commande de 10 exemplaires, mit en service son premier CV-600 (N74858) le 30 novembre 1965.
38 CV-240 furent ainsi modifiés par Convair, essentiellement des appareils ayant volé précédemment sous les couleurs d’American Airlines (27 appareils) convertis pour les besoins de Trans Texas Airways (en) (Devenu SMB Stage Line en 1968).

## Utilisateurs

### Utilisateurs militaires

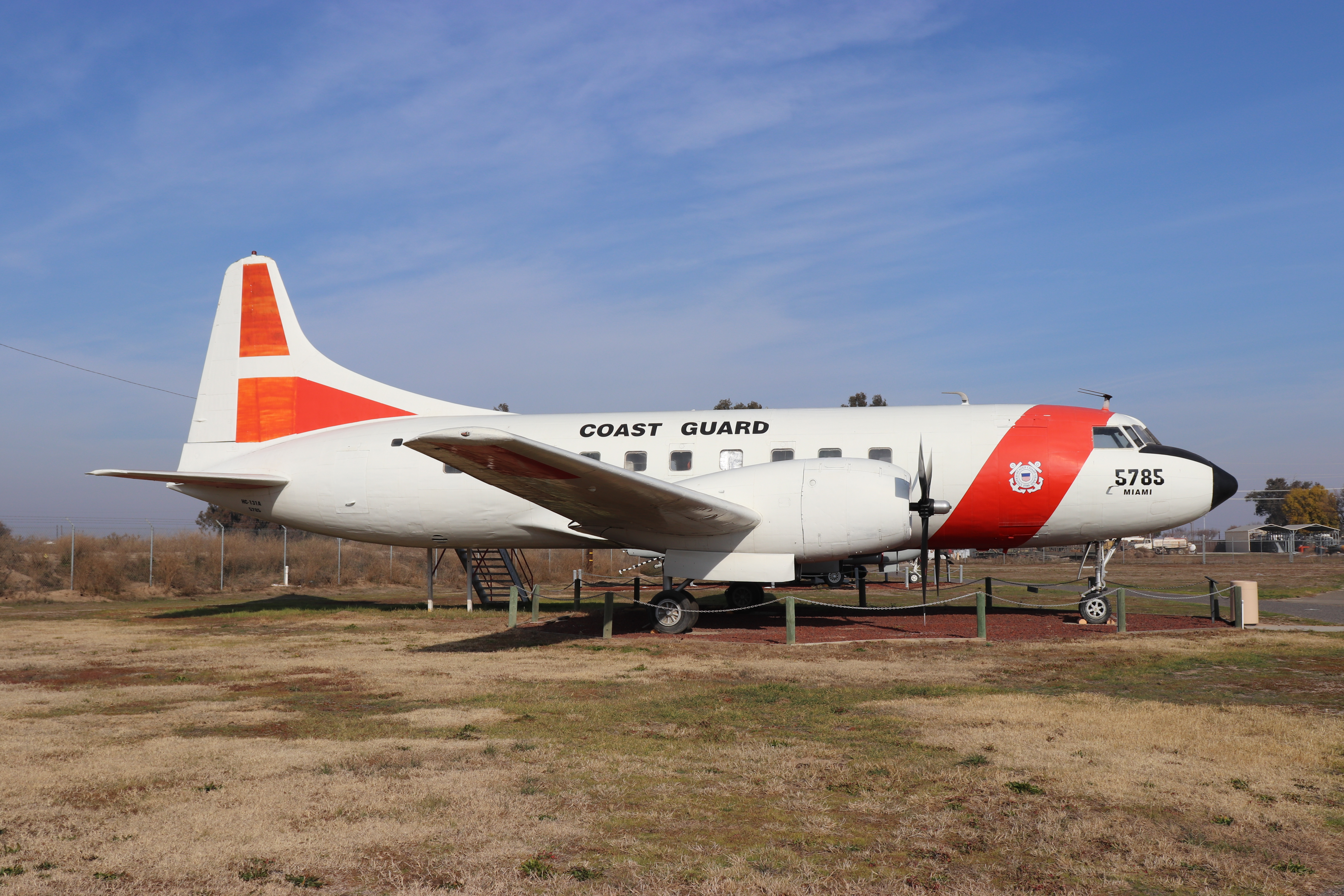
Un Convair CV-240/HC-131A opéré par United States Coast Guard, Castle Airport 2017

- USAF : Mis en service en 1950, les T-29 furent affectés au 3535th Navigator Training Wing de Mather AFB, non loin de Sacramento, en Californie. Cette unité, redésignée 323 rd Flying Training Wing le 1er avril 1973, entreprit en 1974 le remplacement de ses T-29 par des Boeing T-43, les derniers exemplaires étant retirés deux ans plus tard.
- United States Coast Guard
- US Navy : Un petit nombre de T-29B furent loués auprès de l‘USAF pour les besoins de l‘escadrille VT-29 stationnée à NAS Corpus Christi. Cette unité qui assurait la formation du personnel navigant de la marine américaine opérant sur avions basés à terre fut dissoute en 1975. Le personnel de la Navy est depuis formé par l‘USAF à Mather AFB.

### Utilisateurs civils

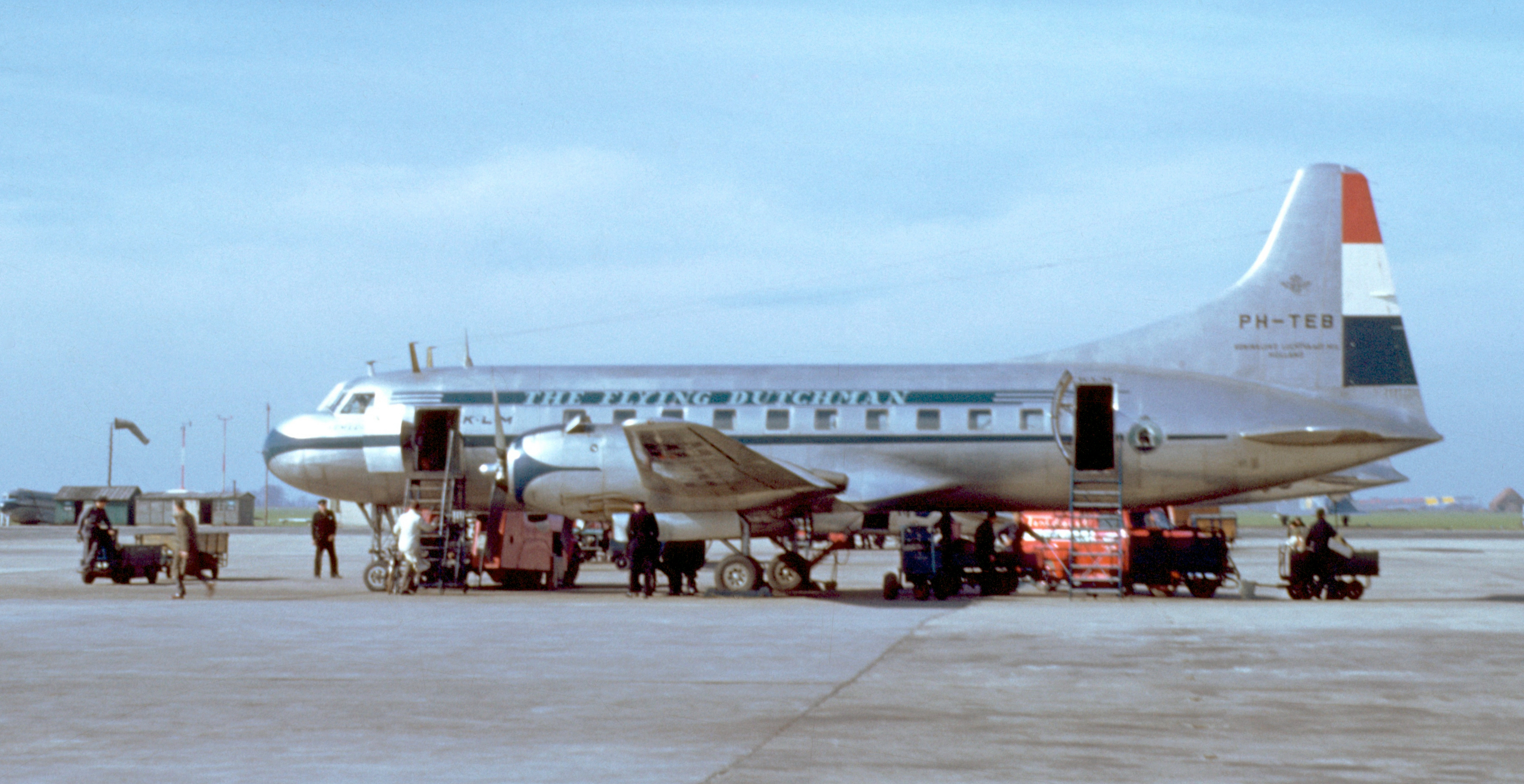
Convair 240 PH-TEB de KLM

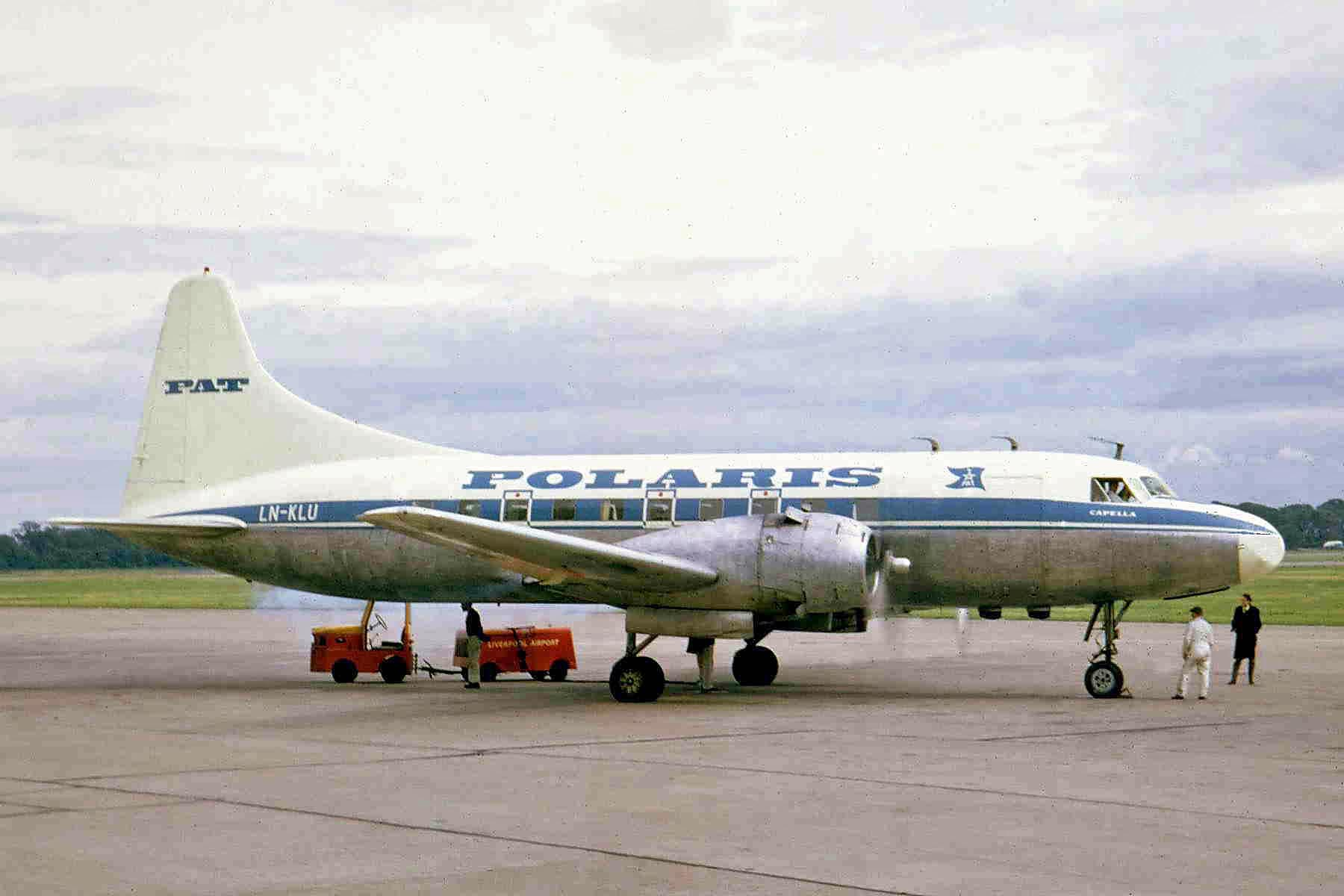
Un Convair CV-240 opéré par Polaris Air Transport, Liverpool 1968

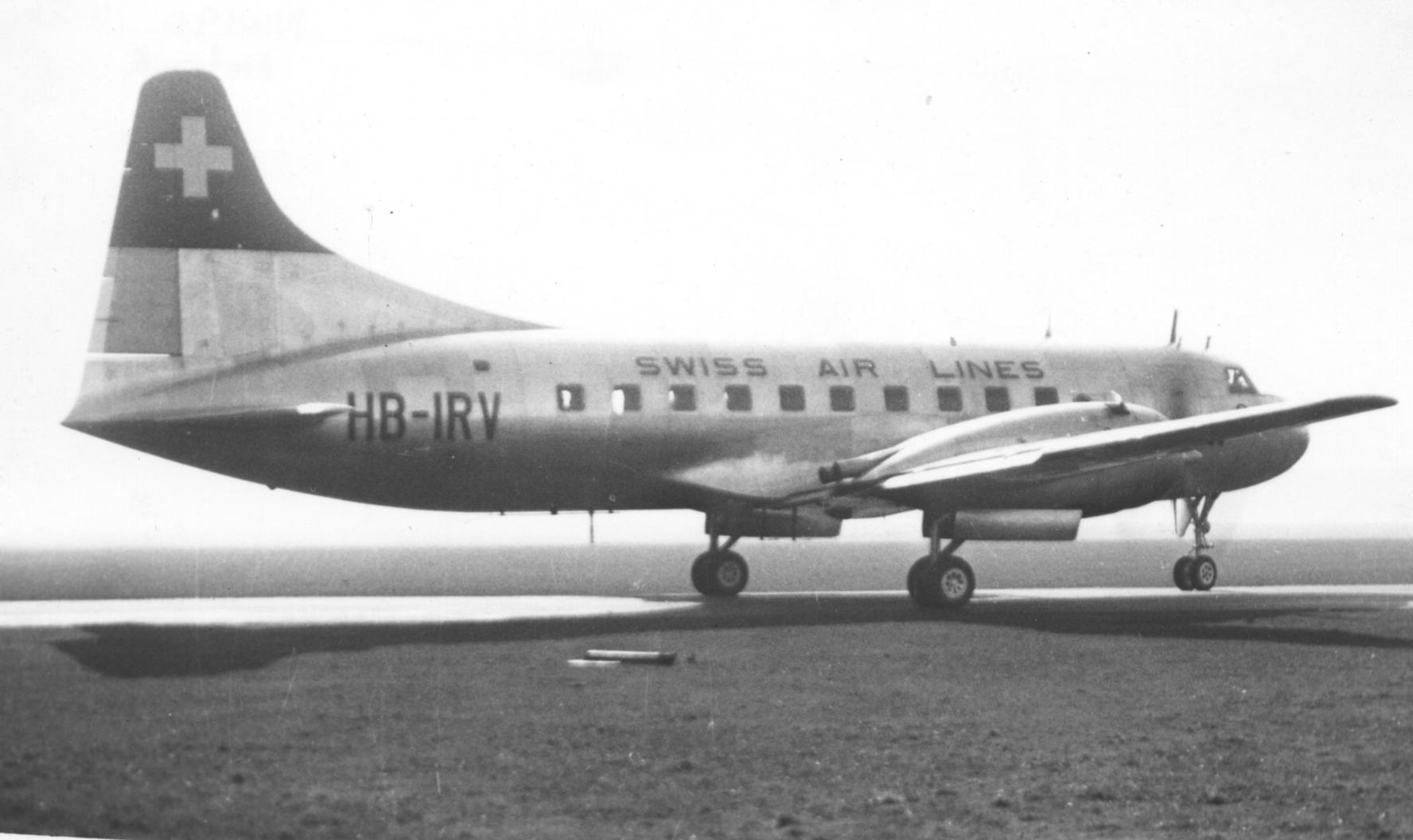
Convair 240 HB-IRV de Swissair sur l'aéroport de Manchester en 1950

#### Europe
- Alitalia
- Condor
- KLM : 12 CV-240-4 furent livrés entre août 1948 et février 1949 (PH-TEA/I et PH-TEK/M) dont 4 furent revendus à Swissair en 1953/54.
- LOT : La compagnie nationale polonaise utilisa 5 Convair 240 entre 1957 et 1966, dont trois appareils achetés à Sabena.
- Mey-Air (en)
- Polaris Air Transport (de)
- Sabena : 6 CV-240-12 furent livrés entre février et avril 1949 (OO-AWO/T) et mis en service le 16 mai suivant sur le réseau européen. Trois accidents surviendront les 14 octobre (OO-AWQ), 19 décembre (OO-AWO) et 30 décembre 1953 (OO-AWP), série noire qui provoquera la perte des deux premiers appareils et la mort de 45 personnes. Pour compenser cette réduction de flotte un CV-240-8 d’occasion fut acheté en 1955 à Texaco (OO-AWV). Sabena devait revendre ses CV-240-12 à LOT et le CV-240-8 à Ethiopian.
- Swissair : 4 CV-240-11 (HB-IRP/S/T/V) achetés à Convair et livrés en 1949. En 1953 la compagnie suisse racheta 3 CV-240-4 à KLM (HB-IRW/Y/Z). Le premier devait être victime d’un accident stupide le 19 juin 1954: le plein de carburant n’ayant pas été fait à Genève, le bimoteur s’écrasa dans la Manche devant Folkestone alors qu’il effectuait une liaison sur Londres. Il fut remplacé par un autre appareil acheté à KLM (HB-IMA) et baptisé ‘Ticino’ comme l’appareil accidenté. Ces 6 appareils furent revendus à Mohawk (en) en 1956.

#### Autres continents
- Aerolíneas Argentinas
- Air Tahoma (en) : Dernier utilisateur régulier du Convair 240, cet opérateur cargo utilisait toujours 3 T-29 en 2007.
- Alaska Airlines
- American Airlines : 79 CV-240 furent livrés à American Airlines à partir du 29 février 1948, la mise en ligne intervenant le 1er juin suivant.
- ARCO : Aerolíneas Colonia S.A. a exploité des Convair 240 puis des Convair 600
- Aspen Airways (en)
- Aviateca
- Canadian Pacific Airlines
- Central Airlines (en)
- Continental Airlines
- Cruzeiro do Sul: Cette compagnie domestique brésilienne utilisa des CV-240 et des CV-340.
- Desert Air
- Ethiopian Airlines : Cette compagnie prit livraison en décembre 1950 de deux CV-240-25 équipés de fusées JATO d’assistance au décollage (ET-T20/21). En juin 1952 la section centrale de voilure d'un appareil fut endommagée par ces fusées au décollage d’Asmara. L’avion put se poser sans encombre et la voilure réparée mais l’utilisation de fusées JATO, rare chez les opérateurs privés, disparut des procédures d’Ethiopian. Cet appareils furent remotorisés avec des moteurs R-2800-CB16 et revendus au milieu des années 1960 à Central Airlines (en) aux États-Unis. En 1956 un CV-240-8 fut encore acheté à Sabena (ET-T-22).

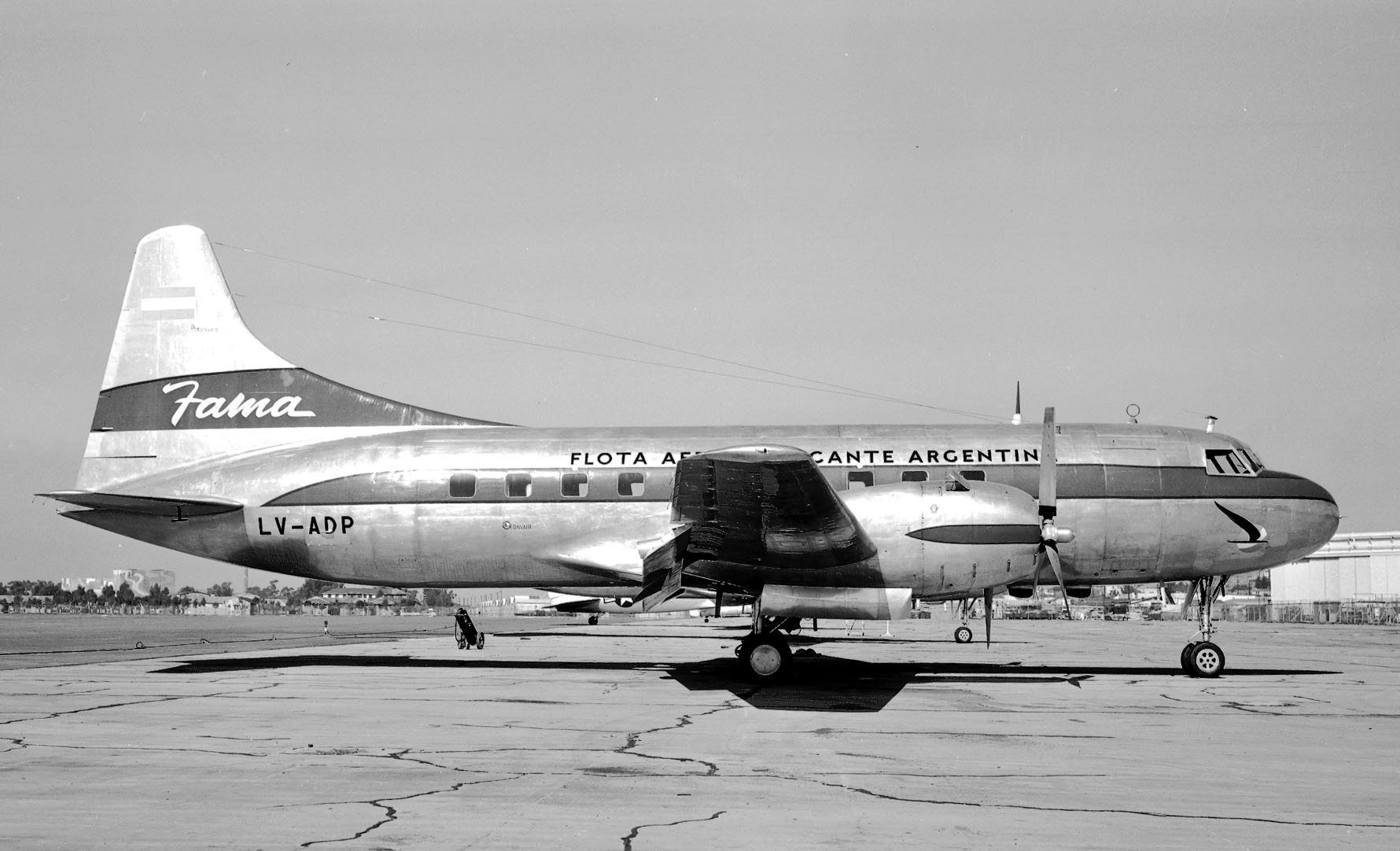
Un Convair CV-240 opéré par Flota Aérea Mercante Argentina (FAMA), San Diego 1948

- Flota Aérea Mercante Argentina (FAMA) (de)
- Frontier Airlines (en)
- Garuda Indonesia : 8 Convair 240
- Kitty Hawk Aircargo (en)
- Líneas Aéreas Paraguayas (en) : LAP a exploité 3 CV-240.
- L&J Company : cette société basée à Addison possédait le Convair 240 immatriculé N55VM, numéro de série constructeur 3[4]. L'avion s'écrasa à 5 miles au nord-est de Gillsburg le jeudi 20 octobre 1977 alors qu'il transportait le groupe de rock Lynyrd Skynyrd et son équipe technique. Six passagers furent tués et plusieurs grièvement blessés[5].

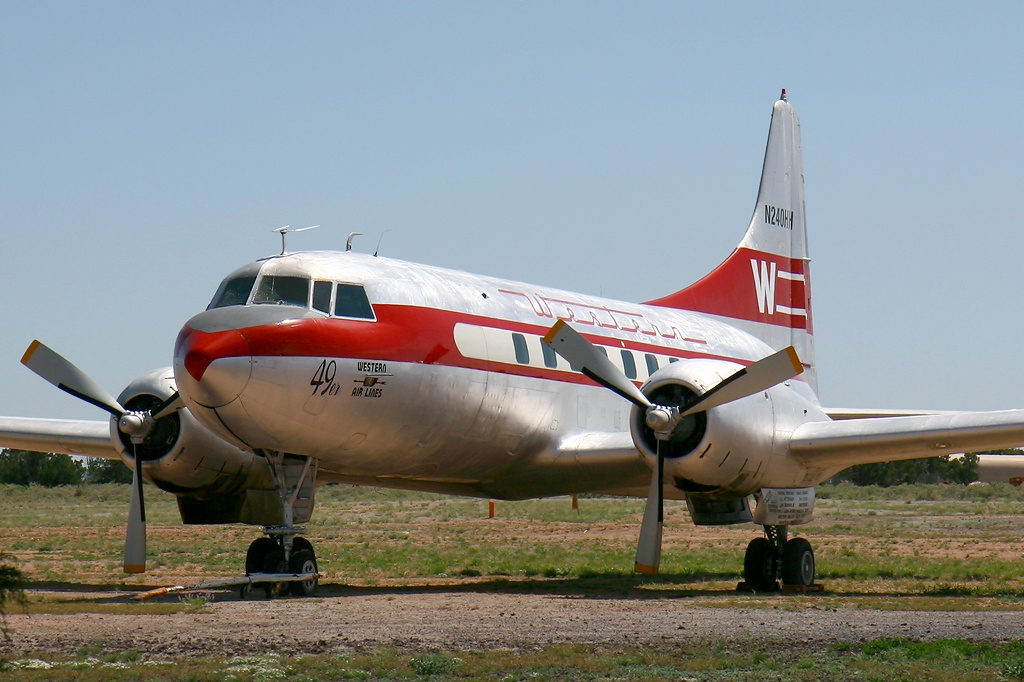
Un Convair CV-240 opéré par Western Airlines

- Mohawk Airlines (en)
- Northeast Airlines (en)
- Pakistan International Airlines :
- Pan American World Airways
- Seulawah Air Services
- Trans-Texas Airways (en)
- Varig : La compagnie brésilienne a utilisé des CV-240.
- Western Airlines